# Andrzej Chronowski
Andrzej Chronowski (ur. 9 kwietnia 1961 w Grybowie) – polski polityk i działacz związkowy, senator III, IV i V kadencji (1993–2005), wicemarszałek Senatu IV kadencji (1997–2000), minister skarbu państwa (2000–2001), poseł do Parlamentu Europejskiego V kadencji (2004).

## Życiorys
Uczęszczał do Szkoły Podstawowej w Krużlowej, a następnie do Liceum Ogólnokształcącego im. Artura Grottgera w Grybowie. W 1985 ukończył studia na Wydziale Odlewnictwa Akademii Górniczo-Hutniczej w Krakowie oraz studium pedagogiczne na tej uczelni. W czasie studiów w latach 1980–1981 brał udział w organizacji strajków studenckich.
Po ukończeniu studiów pracował jako technolog w zakładach PEMOD w Myślenicach (1985–1987). Od 1987 był zatrudniony w Zakładach Naprawczych Taboru Kolejowego „Nowy Sącz”, najpierw w dziale postępu technicznego, a następnie w kuźni jako mistrz produkcji. W latach 1991–1993 pełnił w tym zakładzie funkcję przewodniczącego rady pracowniczej NSZZ „Solidarność”.
Ukończył kurs dla członków rad nadzorczych spółek Skarbu Państwa. Jest niezależnym biegłym rewidentem księgowym.
W 1993 po raz pierwszy został wybrany do Senatu III kadencji z listy NSZZ „Solidarność” w województwie nowosądeckim. Był członkiem prezydium Klubu Senackiego NSZZ „Solidarność”, członkiem Komisji Praw Człowieka i Praworządności, Komisji Inicjatyw i Prac Ustawodawczych oraz Komisji Gospodarki Narodowej.
Ponownie uzyskał mandat senatora w 1997 jako kandydat Akcji Wyborczej Solidarność. W latach 1997–2000 pełnił funkcję wicemarszałka Senatu. W 2001 przewodniczył Klubowi Senackiemu AWS. Od 2000 do 2001 zajmował stanowisko ministra skarbu państwa w rządzie Jerzego Buzka. Był członkiem Ruchu Społecznego AWS i przewodniczącym regionu małopolskiego tej partii.
W 2001 po raz trzeci został wybrany do Senatu z okręgu nowosądeckiego jako kandydat Bloku Senat 2001. Zasiadał w Komisji Regulaminowej, Etyki i Spraw Senatorskich, Komisji Skarbu Państwa i Infrastruktury, Komisji Spraw Unii Europejskiej, był zastępcą przewodniczącego Komisji Gospodarki i Finansów Publicznych. Od 1 maja do 19 lipca 2004 był posłem do Parlamentu Europejskiego. W wyborach w 2005 nie został ponownie wybrany do Senatu, startując z ramienia komitetu Blok Senat 2005. Po porażce w wyborach otworzył w Nowym Sączu kantor wymiany walut.

## Życie prywatne
Żonaty, ma dwoje dzieci.